# Julio Hernández Díez
Julio Hernández Díez (3 de octubre de 1921- septiembre  de 1980) fue un político y empresario textil español, alcalde de Valladolid durante la Transición.

## Biografía
Nació en Valladolid el 3 de octubre de 1921.
Teniente de alcalde del Ayuntamiento de Valladolid durante siete años, reemplazó en 1974 —a instancias del ministro de la Gobernación— a Antolín de Santiago como alcalde de la ciudad, marchando Santiago al gobierno civil de Cádiz. Desempeñó el cargo entre el 29 de marzo de 1974 y el 1 de febrero de 1976. Su mandato coincidió con una situación de alta conflictividad en la ciudad en 1975, convertida en un auténtico «polvorín social», con multitudinarias protestas que tuvo que lidiar junto con el gobernador civil José Estévez Méndez. En calidad de edil, fue procurador en las Cortes franquistas entre 1974 y 1976. Falleció en septiembre de 1980, a la edad de 58 años.